# Hällefjärd
Hällefjärd är en sjö i Tierps kommun i Uppland och ingår i Tämnarån-Forsmarksåns kustområde. Hällefjärd ligger i Slada Natura 2000-område.